# آندره ریشمان
آندره ریشمان (فرانسوی: André Rischmann‎; ۲۶ ژانویهٔ ۱۸۸۲ – ۹ نوامبر ۱۹۵۵) بازیکن راگبی ۱۵ نفره اهل فرانسه بود.